# Holland Antilláki labdarúgó-szövetség
A holland antilláki labdarúgó-szövetség  (NAVU) (angolul: Netherlands Antillean Football Union).

## Történelme
1921-ben alapították. A Nemzetközi Labdarúgó-szövetségnek (FIFA) 1932-től lett tagja. 1961-ben csatlakozott a Észak- és Közép-amerikai, Karibi Labdarúgó-szövetségek Konföderációja (CONCACAF) szövetséghez.  2010-ben feloszlott, utódja  Curaçaói labdarúgó-szövetség.
A Holland antilláki Labdarúgó-szövetséget (NAVU) a Nemzetközi Labdarúgó-szövetség (FIFA) támogatása és bátorítása mellett 2011. február 9-én nevezték át új nevére. A sportszervezet ezután módosította a Bonaire szigetével közös szabályzatokat, mivel a sziget Hollandia közvetlen része lett.
Fő feladata a nemzetközi kapcsolatokon kívül, a Holland Antillák férfi és női ágának, a korosztályos válogatottak illetve a nemzeti bajnokság szervezése, irányítása. 

### Bizottságai
Játékvezető Bizottság (JB) – felelős a játékvezetők utánpótlásáért, elméleti (teszt) és cooper (fizikai) képzéséért, foglalkoztatásáért.

## Külső hivatkozások
- Curaçaói Labdarúgó-szövetség hivatalos oldala
- Curaçao Archiválva 2015. március 27-i dátummal a Wayback Machine-ben a Nemzetközi Labdarúgó-szövetség oldalán